# 영사관

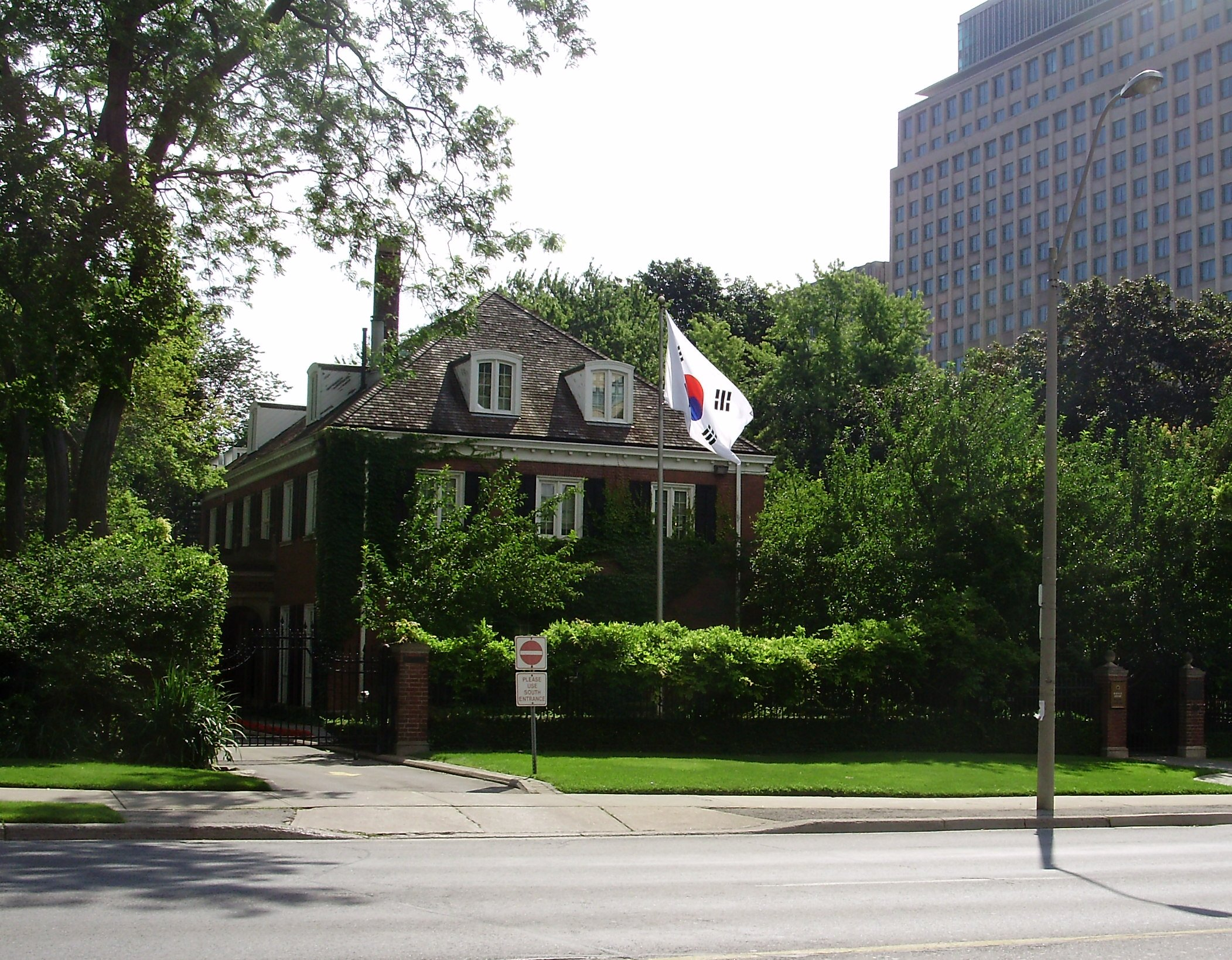
캐나다 토론토 주재 대한민국 총영사관

영사관(領事館, 문화어: 령사관, 영어: consulate) 또는 총영사관(總領事館, 문화어: 총령사관, 영어: consulate-general)은 영사가 주재국에서 직무를 보는 기관이다. 사증 발행, 증명서 발행, 자국민 보호, 타국의 정보 수집, 그 나라와의 친선 관계, 국제 회의와 교섭의 준비 등을 맡아서 한다.
대사관이 주재국의 수도에만 두는 것과는 달리 영사관은 주재국의 수도에서 떨어져 있는 도시에 설치된다. 또한 대사관은 국가승인을 해야 설치할 수 있지만 영사관은 국가승인 없이도 설치할 수 있다. 영사는 쉽게 말하면 경찰청 외사과 경감을 말한다. 반드시 경찰만 영사로 해외에 파견되는 것은 아니다.
대사관은 해당 국가의 영토에 속한다고 보는 것과 달리 영사관은 설치된 국가의 영토에 속한다고 보아야 한다.

## 같이 보기
- 외교 공관
- 대사관